# Cuernos (novela)
Cuernos  es una novela de ficción del escritor estadounidense Joe Hill, hijo del famoso novelista Stephen King, publicada en el 2010 por William Morrow. Incorpora elementos de fantasía contemporánea, ficción criminalística y ficción gótica. 

## Sinopsis
Ig Perrish despierta un día cualquiera con dos protuberancias en su frente. Al pasar los días se entera de que se trata de dos cuernos y que no hay ninguna manera de extraérselos. Extrañamente, estos cuernos tienen una reacción inusual en la gente, incitándolos a contarle a Ig incluso sus más oscuros secretos. Perrish decide hacer uso de sus cuernos para resolver el misterio de la violación y asesinato de su exnovia, Merrin Williams.

## Recepción
Cuernos fue nominada al premio Bram Stoker por "mejor novela" en el año 2010.

## Adaptaciones
El 16 de junio de 2012 se anunció en la página de internet del escritor que Mandalay Pictures y Red Granite Pictures llevarían a cabo la adaptación de la novela al cine, con Alexandre Aja como director, Daniel Radcliffe encarnando a Ignatius Perrish y Juno Temple como Merrin Williams. La película Cuernos debutó en 2013 en el Festival Internacional de Cine de Toronto. Logró un total de $3,347,106 dólares a nivel mundial en 31 días desde su lanzamiento.